# Imaz Press Réunion
Imaz Press Réunion (IPR) est la principale agence de presse de l'île de La Réunion, département d'outre-mer français dans l'océan Indien. Elle fournit ses articles au portail Orange Réunion et fournit régulièrement des reportages pour la radio franchisée RTL Réunion.
Fondée en janvier 2000, la force d'Imaz Press réside principalement dans la qualité de ses photographies, en grande partie grâce au talent de son photojournaliste et cofondateur Richard Bouhet. L'agence, qui a évolué pour devenir également un média à part entière, porte un intérêt particulier à l'actualité de l'île, notamment en lien avec son patrimoine naturel exceptionnel et les enjeux liés à la préservation de l'environnement. Elle propose ainsi des articles éditorialisés et adopte des prises de position progressistes et écologiques. 
De fait, l'agence couvre avec rigueur chacun des réveils du piton de la Fournaise et son contenu est régulièrement repris par l'Agence France-Presse. Lorsqu'une éruption se déclenche, elle fait partie des premières sources d'informations à l'annoncer.

## Identité visuelle

Logo d'Imaz Press Réunion jusqu'en 2023.
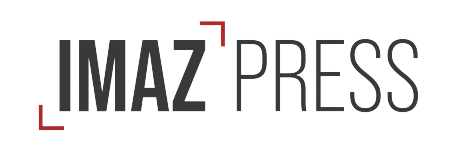
Logo d'Imaz Press Réunion depuis 2023.